# Husom och Torgås
Husom och Torgås ist ein Ort (Småort) in der südschwedischen Provinz Dalarnas län und der historischen Provinz Dalarna.
Der Ort liegt am Västerdalälven etwa fünf Kilometer nördlich von Lima. Bis in den Hauptort der Gemeinde (Malung) sind es etwa vierzig Kilometer. Durch Torgås führt der Riksväg 66. Auf die gegenüberliegende Seite des Västerdalsälven führt der Länsväg W 1047.
Bis 2015 wurden die südlichen Ortsteile zum Tätort Lima gezählt, wegen eines zu großen Abstandes in der Wohnbebauung führt das SCB Husom och Torgås als einen eigenständigen Småort.
Torgåsmon war ein Bahnhof an der stillgelegten und abgebauten Bahnstrecke der Limedsforsen–Särna Järnväg, einer Fortführung der Västerdalsbanan.